# Antonio av Monaco
Antonio av Monaco, död 1358, var en monark (herre) av Monaco från 1352 till 1357.